# Echinopla tritschleri
Echinopla tritschleri är en myrart som beskrevs av Auguste-Henri Forel 1901. Echinopla tritschleri ingår i släktet Echinopla och familjen myror. Inga underarter finns listade i Catalogue of Life.

## Bildgalleri

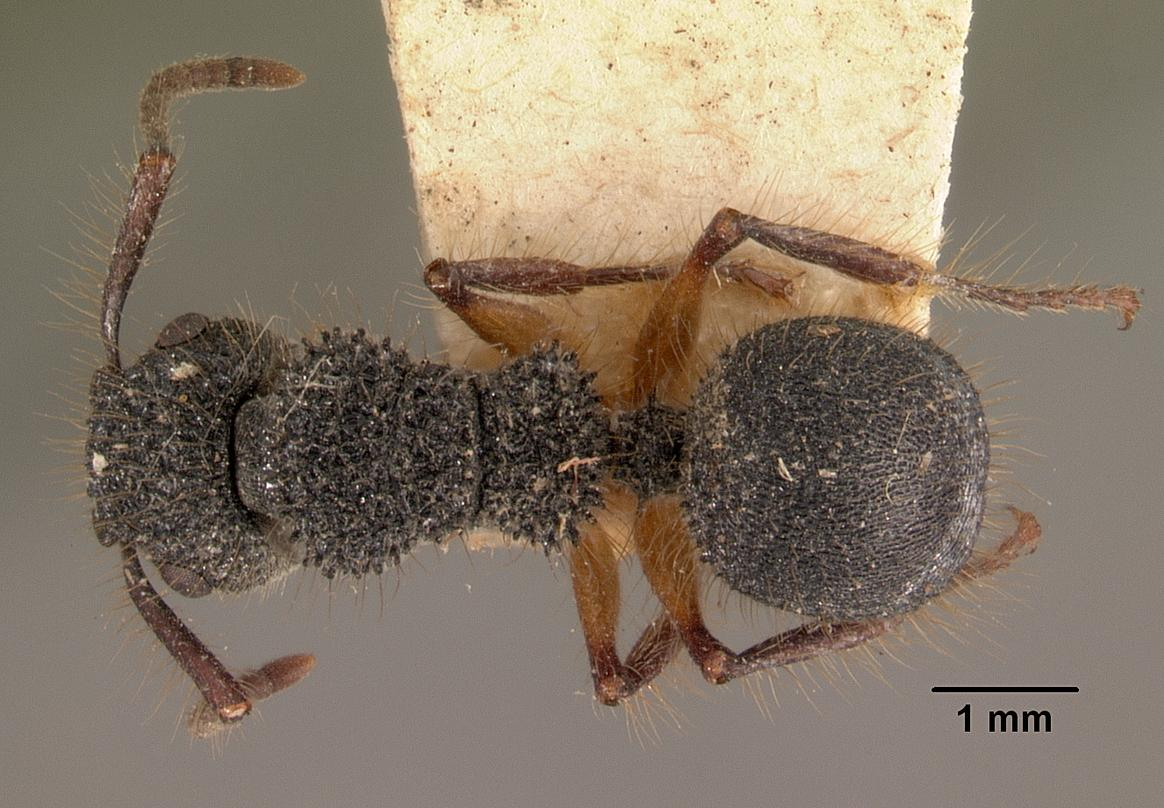
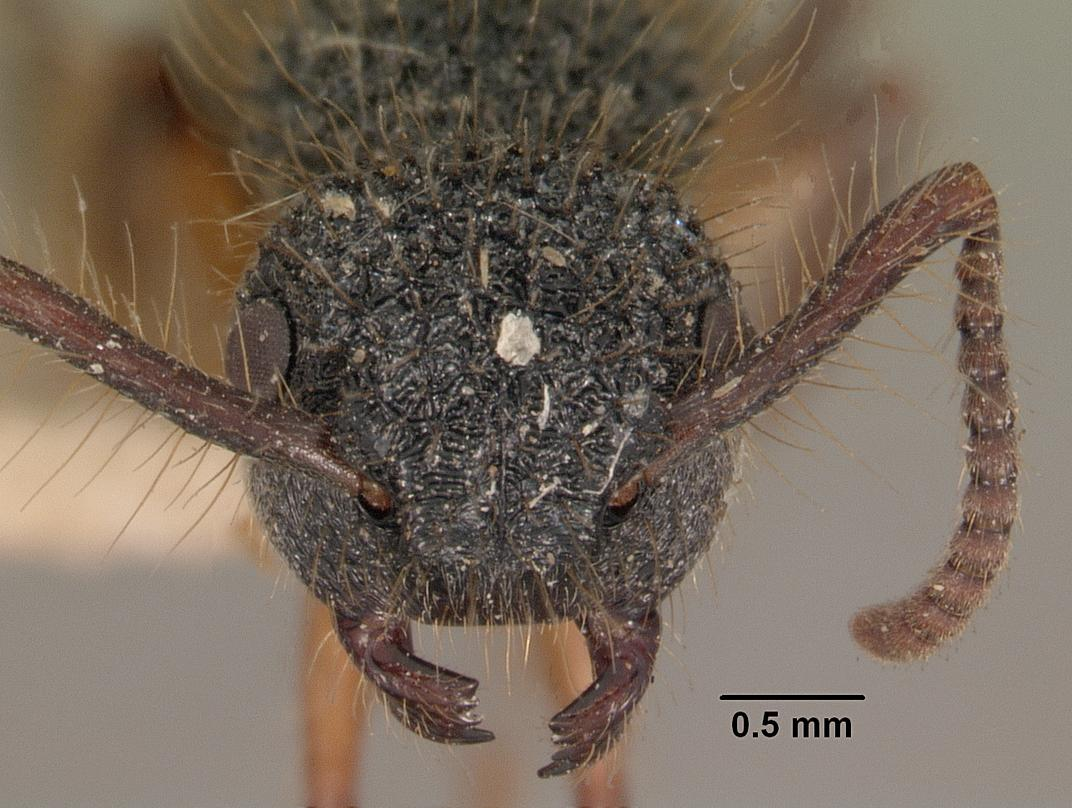
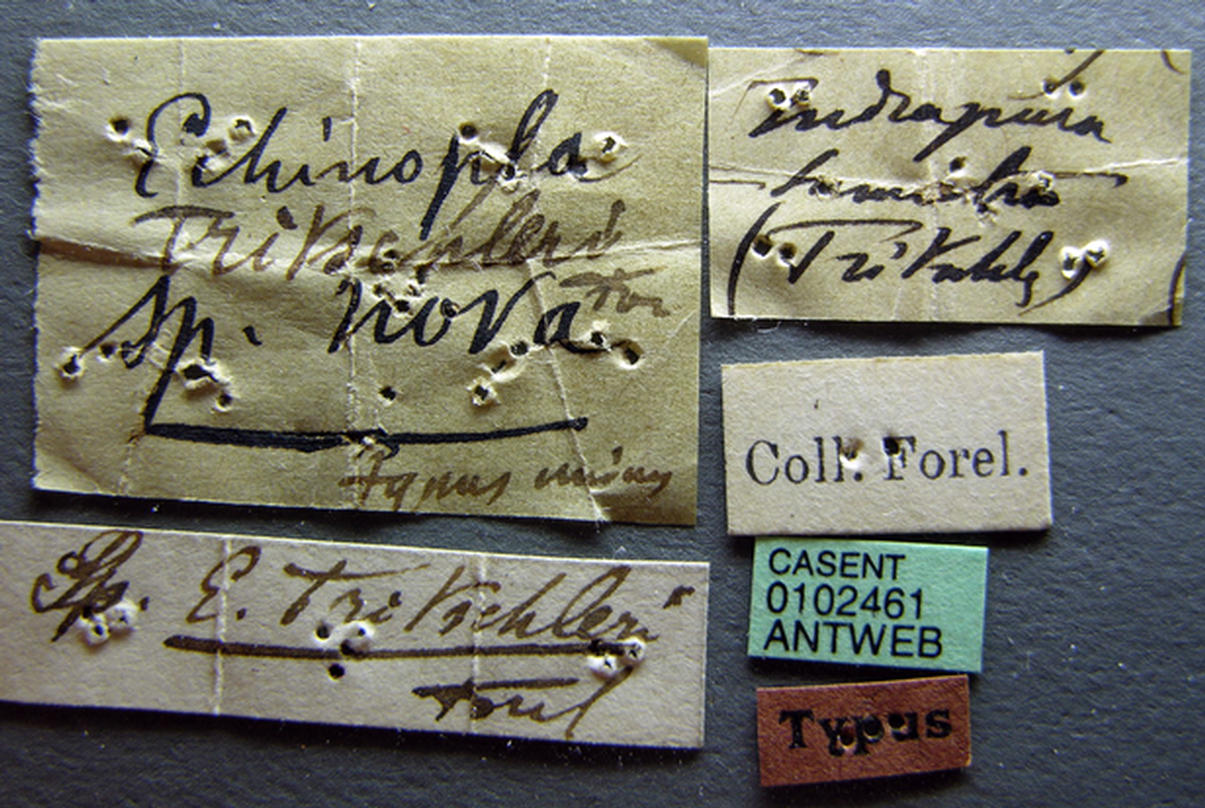
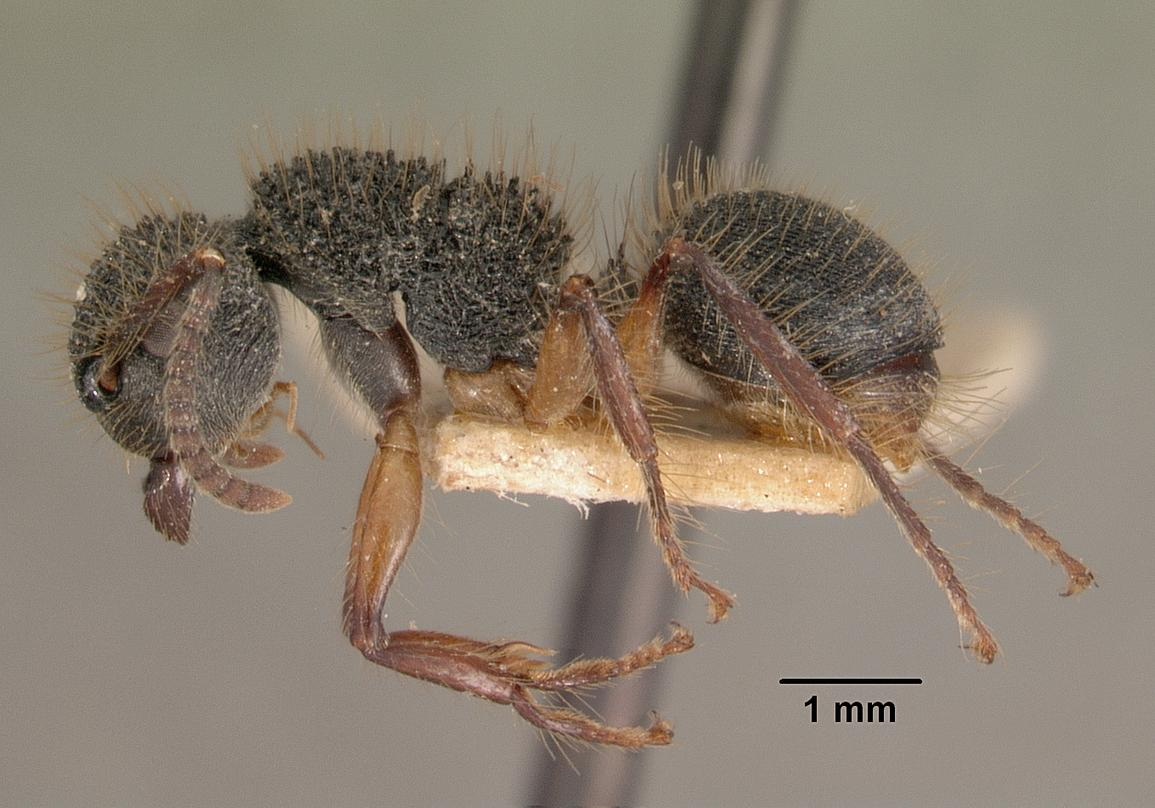